# مخاطر الزلازل في مالطا
تعد المخاطر الزلزالية في مالطا منخفضة بوجود القليل من الأضرار التاريخية التي لوحِظت وبدون ضحايا معروفين. ومع ذلك، فإن الأرخبيل (مجموعة من الجزر) يقع في منطقة زلزالية ذات احتمالية زلزالية كبيرة، ومن المحتمل أن يكون الخطر على السكان أقل من قيمته.

## جدول موجز للزلازل منذ عام 1500
قبل القرن العشرين ومع أول تسجيلات زلزالية في المنطقة، تم البحث في الأراشيف حول الزلازل المالطيّة. وتتراوح فترة هذه الأحداث في معظمها من وصول فرسان القدّيس يوحنا القدسَ في عام 1530 إلى الاستعمار البريطاني لمالطا. بعد هذه الفترة، كان تحديد مواقع مراكز الزلازل في القناة الصّقلية محدودًا نسبيًا، ويُعزى ذلك غالبًا إلى عدم كفاية شبكة المحطات الزلزالية، وخاصة قبل عام 1980.
| القوة الزلزالية (ميجا واط) | شدة الزلزال | أقصى شدة في مالطا | الإحداثيات      | موقع المركز السطحي للزلزال | التاريخ                       | السنة |
| 6.6                        | 10          | 7                 | 37.20°N 14.90°E | شرق صقلية                  | 10 ديسمبر، حوالي الساعة 15:15 | 1542  |
|                            |             | 5 ؟               |                 |                            | 8 مارس، صباحًا                 | 1562  |
|                            |             | 5 ؟               |                 |                            | 1 سبتمبر                      | 1636  |
| 7.4                        | 9           | 7-8               | 37.18°N 15.02°E | شرق صقلية                  | 11 يناير حوالي الساعة 13:30   | 1693  |
| 6.9                        | 9           | 7                 | 39.87°N 18.78°E | البحر الأيوني              | 20 فبراير، حوالي الساعة 16:30 | 1743  |
|                            |             | 5 ؟               |                 | قناة صقلية ؟               | 19 يناير، صباحًا               | 1789  |
|                            |             | 5 ؟               |                 | قناة صقلية ؟               | 26 فبراير، صباحًا              | 1793  |
| 5.5                        | 8-9         | 5                 | 37.2°N 15.2°E   | شرق صقلية                  | 11 يناير، حوالي منتصف النهار  | 1848  |
| 7.7                        |             | 7                 | 37.2°N 15.2°E   | كريت                       | 12 نوفمبر، حوالي الساعة 00:45 | 1856  |
|                            |             | 5 ؟               |                 | قناة صقلية ؟               | 8 فبراير، حوالي الساعة 23:45  | 1856  |
|                            |             | 5 ؟               |                 | قناة صقلية ؟               | 15 أغسطس، حوالي الساعة 02:45  | 1886  |
| 7.3                        | 11          | 6-7               | 36.4°N 27.2°E ? | بحر ايجه ؟                 | 27 أغسطس، حوالي الساعة 22:00  | 1886  |
|                            |             | 7                 | 36.4°N 13.5°E ? | قناة صقلية ؟               | 30 سبتمبر، حوالي الساعة 09:25 | 1911  |
|                            |             | 6                 | 35.5°N 14.5°E ? | قناة صقلية ؟               | 18 أيلول في الساعة 07:30      | 1923  |
| 7.6                        |             | 5                 | 36.5°N 27.5°E ? | بحر ايجه ؟                 | 26 يوليو في الساعة 19:46      | 1626  |
| 4.5                        |             | 5                 | 35.8°N 15°E ?   | قناة صقلية                 | 21 مارس في الساعة 23:06       | 1972  |

6.7 || البحر الأيوني || 26 أغسطس في الساعة 02:09 || 2018

### تفاصيل حول الزلازل الكبرى

#### زلزال 10 ديسمبر عام 1542
تشير سجلات صقلية في القرن السادس عشر إلى أن الزلزال الذي وقع في 10 ديسمبر عام 1542 شُعِرَ به بقوة في مالطا حيث تهدمت بعض المنازل.

#### زلزال 11 يناير عام 1693
يعد زلزال 11 يناير عام 1693 في مدينة فال دي نوتو (Val di Noto) الزلزال الأكثر تأثيرًا الذي شُعِرَ به في مالطا منذ القرن السادس عشر. في صقلية، تسبب في وفاة حوالي 60,000 شخص، بشدة 7.4 على مقياس ريختر، لذلك يعتبر أقوى الزلازل في التاريخ الإيطالي. وقد سبق الزلزال الذي وقع في 9 يناير زلزال أولي بلغت شدته حوالي 5.9، الأمر الذي أدى إلى الإحساس به بقوة ولكنه لم يتسبب في أي أضرار.
في مالطا، أثار الزلزال حالة من الذعر بين السكان، حيث رفض العديد من المالطيين العودة إلى ديارهم في الليالي التي تلت ذلك، وطلبوا اللجوء إلى الخيام أو الملاجئ تحت الأرض، لم يتم الإبلاغ عن ضحايا. فُوِّضَ الأمر لمهندس مالطا الكبير ميديريكو بلوندل (Mederico Blondel) لتقييم الضرر. في العاصمة فآليتا (Valletta)، لم يسلم أي مبنى من الزلزال بدءًا من التشققات البسيطة وصولًا إلى الهدم الكامل. كانت المدن الأخرى في غراند هاربور (Grand Harbour) أقل تأثرًا. ومع ذلك، عانت مدينة مدينا (Mdina) القديمة أكثر من ذلك بكثير حيث أن العديد من المباني كانت أكبر عمرًا وحظيت بصيانة سيئة. ومن الجدير بالذكر أن كاتدرائية القديس بولس قد دُمِّرت جزئيًا -لكن الكاتدرائية كانت قد تعرضت لأضرار بالغة بالفعل قبل وقوع الزلزال- ولذا فقد تم التخطيط لإعادة بنائها بالفعل. وقد تعرض مبنى «بانكا جيورافاتا» (Banca Giuratale) في مدينا لأضرار مماثلة، وقد تم إعادة بنائه في عام 1726 على يد المهندس Charles François de Mondion. في الرباط (Rabat)، سقط برج الجرس وقمة كنيسة القديس بولس كما لحقت بكنيسة تل فيرتو (Tal-Virtù ) أضرار جسيمة، حيث كانت تقع على علو مرتفع وهو مُعَرّض بشكل خاص للزلازل. 
في مدينة جوزو (Gozo)، تعرضت جدران مبنى (Cittadella) لأضرار، لكن بلونديل (Blondel) تشير إلى أن الضرر كان على الأرجح بسبب سنوات من الإهمال. كاتدرائية (the Assumption) في مدينة جوزو فقدت برج الجرس خاصتها. وتُعزى الخسائر المادية الكبيرة في مالطا إلى أقصى شدة للزلازل بلغت 7 إلى 8.

#### زلزال 20 نوفمبر عام 1743
المؤرخ المحلي جيان بيترو فرانشيسكو أجيوس دي سولدانيس (Gian Pietro Francesco Agius de Soldanis) يروي عن زلزال 20 فبراير عام 1743 في كتابه «ماغنوس أوبسالو» «غوزو أنتيكو-مودرنو إي ساكرو-بروفانو» (magnum opus Il Gozo Antico-Moderno e Sacro-Profano)، وهو عبارة عن مخطوط مكون من مُجلّدين يتناول تاريخ «جوزو» الذي اكتمل عام 1746:
... في الساعة الخامسة مساءً، هزّ زلزالٌ عنيفٌ الجزر المالطية، استمر لمدة سبع دقائق مما خلّف ضررًا كبيرًا على الجزيرتين. في جوزو، تضررت كنيسة القديس جورج والقديس جيمس وكنيسة نوتردام في مدينة قالا (Qala) في مالطا، وكنيسة سان جون في فاليتا، وكاتدرائية مدنا والعديد من الكنائس الأخرى التي قد تأثرت. في وارديجا (Wardija) بالقرب من قالا، قيل إن الناس رأوا الأرض ترتفع وتهبط بقوة بحيث بدا أن التربة لا تزال تطفو في الهواء، مما خلق سحابة من الغبار ظلت لفترة طويلة، كما أن العديد من التلال في جوزو انهارت.
وصفت وثيقة في أراشيف كاتدرائية مدينا كيف سقطت الكوبولينو (القبة الصغيرة) (the coppolino (the little dome)) التابعة للكاتدرائية في الكنيسة، وقد تدمرت الجهة الخلفية للجوقة وتضرر برج الجرس بشدة. كما تصدّعت الكاتدرائية في جميع المناطق بحيث:
... أنه لم يجرؤ أحد على الدخول وقرع الجرس خوفًا من رؤية المبنى ينهار.
ووصفت رواية لستة مهندسين معماريين أنهم شاهدوا ثلاثة شقوق كبيرة عرضها حوالي 3 سم على كل جانب من القبة، مما يكشف عن معظم الحجارة في القبة ومدى الأضرار الجسيمة التي لحقت بجدران الجوقة.

#### زلزال 12 أكتوبر عام 1856
تضرر مركز الزلزال السطحي الواقع بالقرب من جزيرة كريت بشدة من جراء الزلزال العنيف الذي وقع في 12 أكتوبر عام 1856. وتعزو بعض السِجلات الزلزالية ذلك بقوة بلغت 8.2. وادعى العديد من الضحايا في جزيرة كريت -على الرغم من أنه كان على بعد أكثر من 1000 كم من مركز الزلزال- إلا أن الزلزال كان محسوسا بعنف في مالطا كما تشهد صحف العصر. استيقظ الناس في منتصف الليل نتيجة هديرٍ يصمّ الآذان وحركة للأرض استمرت ما بين 22 و 60 ثانية. تعرضت جميع المنازل في فاليتا تقريبًا لأضرار، وكذلك المنازل في جوزو خاصة في الطوابق العليا. كما تأثرت العديد من الكنائس وخاصة كاتدرائية مدينا. وقد تصدّع برج الكنيسة في الكرملين في مدينا بشدّة لدرجة أنه كان بحاجة إلى إعادة بناء. كما تدمرت الكنيسة الصغيرة التي كانت في جزيرة فلفلة (Filfla). كما انهار برج غاجن الحديدي (Għajn Ħadid) الذي يعود إلى القرن السابع عشر في هذا الزلزال وظل في حالة خراب منذ ذلك الوقت.

#### زلزال 27 أغسطس عام 1886
ربما كان هذا هو الزلزال الذي وقع في نفس اليوم الذي ضرب فيه البيلوبونيز (the SW Peloponnese). مرة أخرى، ذكرت الصحف المحلية حالة من الذعر العام لدى السكان الذين هرعوا خارج المساكن عندما استيقظوا من جراء الزلزال الذي وقع في 27 أغسطس عام 1886. وقد تأثرت بعض المباني بما في ذلك سقف قصر العدل في فاليتا، ولمرة واحدة كاتدرائية مدينا لم تتأثر كثيرا.

#### زلزال 30 سبتمبر عام 1911
في 30 سبتمبر من عام 1911، كان زلزال غوزو أكثر وضوحًا مما كان عليه الحال في مالطا. حيث أبلغت الصحف عن ظهور تشققات عميقة في القباب والأبراج في العديد من الكنائس، ولا سيما في نادور (Nadur) وجارب (Għarb) والرباط (Ir-Rabat) في جوزو، حيث تأثرت العديد من المباني العامة، وقد تدمرت العديد من المباني الريفية بالكامل. حصن شامبراي (Fort Chambray) تضرر بشدة، وتم الإبلاغ عن العديد من الانهيارات الأرضية في جزيرة جوزو. في مالطا، اقتصر الضرر على عدد قليل من الشقوق.